# 1452년~1453년 미확인 분화
1452년 또는 1453년의 의문의 화산 분화로 인해 1450년대에 첫 번째 대규모 황산염 급증이 발생했으며, 이어서 또 다른 의문의 분출로 인해 1458년에도 급증이 발생했다. 이 분출은 심각한 화산 겨울을 일으켜 북반구에서 가장 강력한 냉각 현상 중 하나를 일으켰다. 또한 이 날짜는 소빙기가 크게 심화된 시기와도 일치한다.

## 황산염 급증 시기
1450~1460년의 대규모 분출에 대한 초기 증거는 남극의 빙하 코어에 기록된 막대한 황산염 급증에서 나왔는데, 이는 몇 년의 연대 불확실성을 가지고 있었다. 1990년대와 2000년대의 초기 연구는 연대 불확실성이 높은 것을 바탕으로 이 황산염 급증의 날짜를 1452/53년으로 잘못 설정했으며, 바누아투의 쿠와에 칼데라가 이 잘못 날짜가 지정된 황산염 급증의 원인으로 지목되었다. 2012년부터 정확하게 날짜가 지정된 빙하 코어를 기반으로 한 고해상도 황산염 기록은 원래의 황산염 급증(아마도 쿠와에 화산과 관련됨)의 날짜를 1458년으로 변경하고 1452/53년에 또 다른 황산염 급증 현상을 확인했다. 따라서 현재의 1452/53년 분출은 2012년에 발견된 황산염 급증을 지칭하며, 쿠와에 화산과 관련이 있다고 여겨졌던 과거의 1452/53년 분출은 2012년부터 날짜가 1458년으로 변경된 황산염 급증을 지칭한다.

## 빙하 코어 및 나이테 기록
1452/53년 황산염 급증은 그린란드와 남극에서 모두 기록되었지만, 그린란드의 황산염 신호는 남극보다 훨씬 커서 북반구 저위도에 화산원이 있음을 시사한다. 1452/53년 황산염의 황 동위원소 조성은 분출이 화산 가스를 성층권으로 직접 방출하여 대기 화학 조성에 상당한 영향을 미치고 지구 기후에 여러 결과를 초래했음을 나타낸다. 1452/53년 사건의 재구성된 화산 성층권 황 주입량은 약 11조 그램의 황이 성층권에 주입되었음을 추정하는데, 이는 동일한 황산염 기록을 바탕으로 1815년 탐보라산 분화의 약 3분의 1에 해당한다.
1450년대의 분출은 1257년 사말라스 분화와 다른 세 번의 미확인 분출로 두 세기 전에 시작된 소빙기의 두 번째 파동과 관련되어 있다. 분출 후 나온 나이테 증거는 1453년 여름에 스위스 알프스에서 0.4 °C (0.72 °F)의 감소에서 폴라 우랄산맥에서 6.9 °C (12.4 °F)의 감소까지 이르는 예외적인 수준의 기온 냉각을 보여주었다. 제트추진연구소의 케빈 팡 박사의 연구는 나이테, 빙하 코어, 유럽과 중국 문명의 역사 기록에서 발견된 증거를 활용했다. 영국 초상화의 오크판은 1453~1455년에 비정상적으로 좁은 고리를 보였다. 스웨덴에서는 농작물 실패로 곡물 십일조가 0으로 떨어졌다. 미국 서부의 브리슬콘 소나무는 1453년에 서리 피해를 보였다. 유럽과 중국 나무의 성장은 1453~1457년에 저해되었다.

## 분출원
쿠와에 화산은 원래 1452/53년 황산염 사건과 관련이 있었으나, 2012년에 더 높은 연대 정확도에 따라 1458년으로 재조정되었다. 쿠와에 화산이 1458년 사건이 아닌 1452/53년 사건의 원인일 가능성은 그린란드와 남극의 황산염 분포가 비대칭적이기 때문에 부정적이라고 생각된다. 남극에 비해 그린란드에 황산염 침적량이 훨씬 많은 비대칭성은 화산원이 북반구 저위도에 위치한다는 것을 시사한다. 1452/53년 황산염층과 관련된 테프라 발견의 부재로 인해 지구화학적 일치법을 이용한 식별이 불가능했다.

## 역사 기록
멕시코의 코덱스(고대 문서)에는 1453년 가을에 중앙 멕시코 전역의 농업에 영향을 미친 가을 서리가 묘사되어 있다.
명나라 시대 중국의 역사 기록에 따르면, 1453년 봄에는 "쉴 새 없이 눈이 내려 밀 농작물에 피해를 주었다". 그 해 말, 먼지가 햇빛을 가린 가운데 "여섯 성에 수 장(수 m)의 눈이 내렸고, 수만 명이 얼어 죽었다". 1454년 초에는 "장강 남쪽에 40일 동안 눈이 내렸고, 추위와 굶주림으로 셀 수 없이 많은 사람들이 죽었다". 호수와 강은 얼어붙었고, 황해는 해안에서 20 km까지 얼어붙었다.
이 분출은 한때 강력했던 동로마 제국의 마지막 보루였던 콘스탄티노폴리스의 함락 직전에 일어났다. 메흐메트 2세 술탄이 이끄는 오스만 튀르크인은 1453년 4월 5일 도시를 포위했고 1453년 5월 29일 도시를 정복했다. 팡은 제국의 마지막 날의 연대기에서 화산 분출의 여파에 대한 언급을 발견했다. 역사학계는 그 해 봄 도시의 정원에서 농작물이 거의 생산되지 않았다고 기록했다. 1453년 5월 22일 밤, 콘스탄티노폴리스의 상징인 달이 어두운 식 상태로 떠올라 도시의 멸망에 대한 예언을 이뤘다. 1453년 5월 25일, 도시에 폭풍우가 몰아쳤다. "우박을 견뎌낼 수 없었고, 비가 너무 많이 내려서 거리 전체가 침수되었다". 다음 날인 1453년 5월 26일, 도시 전체가 짙은 안개에 가려졌는데, 이는 그 달 그 지역에서는 알려지지 않은 현상이다.
그날 저녁 안개가 걷히자 "아야 소피아의 돔을 불길이 휩쌌고, 멀리 튀르키예군 진영 뒤편(서쪽) 시골에서도 벽에서 불빛이 희미하게 보였다"고 역사가는 기록했다. 도시 주민들은 이 이상한 빛이 튀르키예군 공격자들이 지른 불의 반사라고 생각했다. 그러나 팡은 이 "불"이 대기 중 높은 곳에 있는 화산재 구름으로 강렬하게 붉은 황혼 노을의 반사로 인한 착시 현상이라고 말했다. 이러한 잘못된 화재 경보는 인도네시아 1883년 크라카타우산 분화 이후 전 세계적으로 많이 보고되었다.
팡이 "나는 쿠와에 화산이 1453년 초에 분출했다고 결론 내린다... 잔류 화산 구름은 1456년 6월 핼리 혜성의 묵시록적인 출현을 '붉게' 만들고 '황금색' 꼬리를 가지게 했을 수 있다. 동시대 천문학자들이 보고한 바와 같이"라고 말한 것은 부정확할 수 있지만, 묘사된 사건들은 화산 분출의 여파로 인한 것일 수 있다. 다만 어떤 분출인지는 명확하지 않다.

## 같이 보기
- 530년대 기상이변
- 지구 화산 활동 연표
- 여름 없는 해
- 1808년 미확인 분화

## 참고 문헌
- Witter, J B; Self, S (2007). 《The Kuwae (Vanuatu) eruption of AD 1452: potential magnitude and volatile release》. 《Bulletin of Volcanology》 69. 301–318쪽. Bibcode:2007BVol...69..301W. doi:10.1007/s00445-006-0075-4. S2CID 129403009.
- “Research project—Geological Evidence and Oral History of Tsunamis in Vanuatu”. UNSW Australian Tsunami Research Centre. 2011년 2월 19일에 원본 문서에서 보존된 문서.